# 御殿森ノ頭
御殿森ノ頭（ごてんもりのあたま）は、宮ヶ瀬から丹沢山への登山道の途中にある標高653mの山である。神奈川県愛甲郡清川村内にあり、丹沢大山国定公園に指定されている。かつては御殿森と呼ばれた。一帯は保安林に指定されている。

## 周辺の山
- 高畑山
- 松小屋ノ頭
- 東峰（本間ノ頭）